# Kristján Jónsson
Kristján Jónsson (født 4. marts 1852 ved Mývatn, død 2. juli 1926) var en islandsk embedsmand, dommer og politiker. Han var minister for Island under hjemmestyret fra 14. marts 1911 til 24. juli 1912. Han var kongevalgt medlem af Altinget 1893-1905 og valgt fra Borgfirðinga 1908-13. Han var medlem af flere partier i løbet af sit politiske liv, og var i 1916 med til at forene de to islandske bondepartier til Fremskridtspartiet.
Han fødtes på gården Gautlönd i det nordøstlige Island, og to af hans brødre blev også politikere. Kristján Jónsson var svigerfar til Sigurður Eggerz, der ligeledes blev minister for Island.

## Formandsposter
- Næstformand for Altingets nederste afdeling 1901
- Formand for Altingets nederste afdeling 1909